# Oued Cheham
Oued Cheham (arabisch: وادى الشحم) ist eine algerische Gemeinde in der Provinz Guelma mit 11.795 Einwohnern. (Stand: 1998)

## Geographie
Oued Cheham wird umgeben von Bouchegouf und Medjez Sfa im Norden und von Dahouara im Süden.